# NTT Europe Ltd
NTT Europe est une filiale de NTT Communications, la branche de Nippon Telegraph and Telephone (NTT) spécialisée dans la gestion de réseaux. NTT est l'opérateur de télécommunications leader du marché japonais.

## Historique
NTT Europe est une filiale à part entière de NTT Communications, qui regroupe toutes les activités internationales de gestion de réseaux de Nippon Telegraph and Telephone Group (NTT Group).
Fondée en 1988, le siège social basé de NTT Europe est basé à Londres et a installé des bureaux à Paris, Bruxelles, Düsseldorf, Francfort, Amsterdam, Munich, Hambourg, Regensburg et Dubai. L'entreprise offre une large gamme de solutions sur mesure de réseaux privés, de backbone Internet global Tier-1 et d’hébergement (data centers, cloud computing, administration d’applications) aux entreprises à travers le monde. NTT Europe est présent dans les grandes villes de dix pays du continent européen et compte aujourd’hui seize filiales[Quand ?]. NTT Europe commence son activité en France le 2 octobre 1997.
En janvier 2011 NTT Europe a annoncé sa fusion avec NTT Europe Online, sa filiale spécialisée dans l’hébergement dédié infogéré. Le cœur de métier de NTT Europe est alors de fournir une infrastructure de TIC (Technologie de l’Information et de la Communication), nécessaire aux entreprises qui souhaitent se développer au niveau mondial et renforcer leur compétitivité.